# Obleganje Fort Henry (1777)
Obleganje Fort Henry je bil napad na ameriške milice med ameriško revolucionarno vojno blizu virginijskega oporišča, znanega kot Fort Henry, s strani večplemenske zveze septembra 1777. Utrdbo, imenovano po virginijskem guvernerju Patricku Henryju, je sprva branilo le majhno število milice, saj so se govorice o indijanskem napadu širile veliko hitreje kot sami bojevniki in številne milice so zapustile utrdbo. Preostale milice so uspešno odbile napad.

## Ozadje
Poleti 1777 so se po obmejnih območjih Virginije in Pensilvanije začele širiti govorice, da indijanska plemena, ki živijo v regiji Ohio, načrtujejo napade na obmejna naselja južno od reke Ohio. Fort Henry, ki je bil zgrajen leta 1774 za zaščito naseljencev na območju današnjega Wheelinga v Zahodni Virginiji, je bil ena od domnevnih tarč.
V začetku avgusta je general Edward Hand, poveljnik regije v Fort Pittu, opozoril podpolkovnika milice Davida Shepherda in vse lokalne kapetane milice na grožnjo ter ukazal 11 četam milice, naj se zberejo v Fort Henryju. Prišlo je vsaj šest čet, ki so štele več kot 350 mož. Manjši spopadi blizu Fort Henryja so se zgodili v začetku avgusta, pri čemer sta bila ranjena dva zasužnjena moška in ubit en indijanski bojevnik.
Nekaj časa so nato čete milice ostale v Fort Henryju, izboljševale obrambo in patruljirale za indijanskimi bojevniki. Vendar pa je odsotnost kakršne koli večje grožnje povzročila, da so številne od teh čet odšle in se vrnile domov. Do konca avgusta sta ostali le četa kapitana Josepha Ogla z 25 možmi iz Buffalo Creeka in lokalna milica utrdbe pod kapetanom Samuelom Masonom.

## Predigra
Nekateri viri poročajo, da se je glavni napad zgodil 1. septembra, drugi pa 21. septembra. Na noč bitke se je večplemenska zveza nekaj sto indijanskih bojevnikov približala utrdbi z veliko prikritostjo in tajnostjo. Bojevniki so bili pretežno Wyandot in Mingo, čeprav je bilo tudi nekaj Shawneejev in Lenapejev. Vodila sta jih poglavar Wyandotov Dunquat in poglavar Lenapejev Buckongahelas Lokalni možje so kasneje iz Fort Shepherda (v Elm Grovu) in Fort Hollidaya prispeli, da bi pomagali braniti utrdbo, preden je bila oblegana. Skupno število branilcev prvi dan se po različnih poročilih giblje od 42 do nekaj manj kot 100 pripadnikov milice. To je verjetno zato, ker so bila poročila o bitki zabeležena po vojni in so lokalni miličniki prihajali sporadično skupaj s civilisti, ki so iskali zatočišče.

## Bitka in posledice
Ko so štirje možje zgodaj zjutraj zapustili utrdbo, so jih domorodni bojevniki napadli iz zasede in enega ubili. Ostali trije so pobegnili, vključno z dvema, ki sta se vrnila v utrdbo, da bi sprožila alarm.
Ko je slišal za napad, je kapitan Mason odkorakal iz utrdbe, da bi poiskal domorodne bojevnike. Vendar sta Dunquat in Buckongahelas pričakovala izpad in postavila zasedo. Eden od Masonovih mož, Thomas Glen (sic), je opazil bojevnika in ga ustrelil, kar je spodbudilo ostale, da so odprli ogenj. Ko so videli, da so skoraj obkoljeni, so se Mason in njegovi možje umaknili, Mason pa je utrpel tako hude poškodbe, da se je moral skriti ob poti, namesto da bi šel v utrdbo. Ko je Ogle privedel nekaj mož v pomoč, da bi pomagali, je bila tudi njegova skupina napadena in prisiljen se je bil skriti. Kljub žrtvam sta se on in Mason sčasoma uspela umakniti v utrdbo.
Kmalu po začetku obleganja so bili poslani klici na pomoč milicam po vsej regiji. Kapitan Van Swearingen se je prvi odzval s štirinajstimi možmi iz Cross Creeka, približno 32 kilometrov severno, in je lahko brez težav vstopil v utrdbo. Drugi, ki se je odzval, je bil major Samuel McColloch, ki je vodil silo 40 mož iz Fort Van Meter (okrožje Hampshire, Zahodna Virginija) ob Short Creeku, da bi pomagal oblegani utrdbi Fort Henry. Ko so se njegovi možje približevali utrdbi, so bili tudi oni napadeni iz zasede. Medtem, ko je pokrival varen umik svojih mož v utrdbo, se je McCollock znašel odrezan.
McColloch je na konju pobegnil na Wheeling Hill in tam se je znašel obkrožen s sovražnikom na treh straneh, na drugi pa s strmim padcem čez 90 metrov. Namesto, da bi bil ujet ali ubit, se je odločil, da bo s konjem skočil čez rob pečine, pri čemer je uspel rešiti sebe in svojega konja brez poškodb in postal lokalni ljudski junak zaradi zgodbe, ki je postala znana kot McCollochov skok.
Dunquatovi in Buckongahelasovi bojevniki so ostali čez noč zunaj utrdbe, plesali in demonstrirali, vendar je niso nikoli neposredno napadli. Odšli so naslednje jutro, ko so prispele McCollochove okrepitve, pri čemer so imeli devet ranjenih in enega ubitega, medtem ko so Američani izgubili 23 ljudi (14 ali 15 od njih je bilo pripadnikov milice in osem ali devet je bilo lokalnih civilistov), skupaj s petimi ranjenimi. Med napadom je domorodna sila požgala približno 25 okoliških koč in zaklala ali ukradla 300 glav živine.
Po revolucionarni vojni se je stotnik Samuel Mason pozneje leta 1797 preusmeril v kriminalno življenje kot rečni pirat v Cave-In-Rocku ob reki Ohio in cestni ropar na Natchez Tracu.